# マノレテ
マノレテ（スペイン語: Manolete）ことマヌエル・ラウレアーノ・ロドリゲス・サンチェス（スペイン語: Manuel Laureano Rodríguez Sánchez、1917年7月4日 - 1947年8月29日）は、スペイン・コルドバ県コルドバ出身の闘牛士。

## 経歴

### 闘牛士として
1917年にアンダルシア地方のコルドバ県コルドバに生まれた。1931年に闘牛士としてのキャリアを開始し、1939年7月2日にセビリアのマエストランサ闘牛場で正闘牛士に昇格した。1940年代のスペインにおいて人気の高い闘牛士であり、最高の闘牛士の一人に数えられている。

### 死去
1947年8月28日にハエン県リナーレスで行われた闘牛では、ミウラ牧場で育った495kgの「イスレロ」が、その日5番目の闘牛として登場してマノレテと対面した。しかし、マノレテは「イスレロ」に右足の太股を突かれ、翌日の8月29日朝に死去した。当初は友人であるサンチェス・デ・プエルタ家の墓地に埋葬されたが、1951年10月15日には出身地のコルドバにあるサルドの聖母墓地に移された。

### 死後
コルドバ県によって闘牛のカリフという名誉称号が与えられている。2008年には映画『マノレテ 情熱のマタドール』が公開され、アメリカ合衆国出身の俳優であるエイドリアン・ブロディがマノレテを演じた。